# 野口存彌
野口 存彌（のぐち のぶや、1931年8月27日 - 2015年12月5日）は、児童文学・文芸評論家。父は野口雨情。文芸誌「群系」創刊同人。

## 経歴
東京府北多摩郡武蔵野町（現武蔵野市）生まれ。父・雨情の病気療養と疎開のため栃木県河内郡姿川村（現・宇都宮市）に引っ越し、栃木県立宇都宮高等学校卒業後、1954年早稲田大学第一文学部仏文科卒。55年金の星社に入り、57年財団法人大蔵財務協会に勤務。のち武蔵野女子大学客員教授。同人誌「群系」創刊同人。2012年12月、長年の執筆活動により、第一回群系賞を受賞。墓所は小平霊園。

## 著書
- 『父野口雨情 青春と詩への旅』筑波書房 1980
- 『野口雨情 詩と人と時代』未来社 1986
- 『沖野岩三郎』踏青社 1989
- 『異形の男』踏青社 1990
- 『大正児童文学 近代日本の青い窓』踏青社 1994
- 『子供たち少年たち』武蔵野書房 1996
- 『文学の遠近法』武蔵野書房 2004
- 『詩的近代の生成 明治の詩と詩人たち』踏青社 2007
- 『太宰治・現代文学の地平線』踏青社 2009

### 編著
- 『野口雨情回想と研究』編 あい書林 1982
- 『内藤鋠策 人と作品』編 あい書林 1986
- 『定本野口雨情 補巻 (補遺・書簡)』編 未来社 1996
- 『野口雨情 郷愁の詩とわが生涯の真実』編 日本図書センター 人間の記録 2010